# 摩艾卡瓦卡瓦

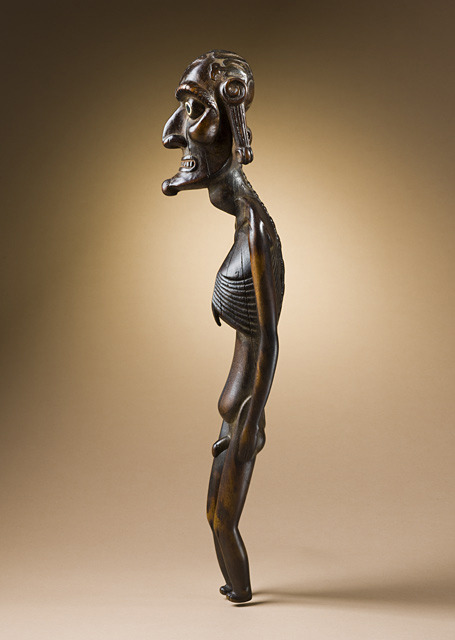
19世紀收藏的摩艾卡瓦卡瓦

摩艾卡瓦卡瓦（拉帕努伊语：mo'ai kavakava）是一種起源於復活節島拉帕努伊文化的小型木製雕像。每個雕像呈現一個站著的、略微彎腰、身體消瘦的男性。許多雕像都顯示出明顯的頭骨變形。
「o'ai kavakava」這個名字是由mo'ai（摩艾）組成的，意為在復活節島上發現的巨大石像，以及卡瓦卡瓦（kavakava）一詞，意思為「肋骨」之意。當前研究學者對這些人物的文化背景知之甚少，儘管他們通常被認為是飢餓的祖先或是惡魔的代表。根據19世紀曾前往復活節的旅行者曾報告說，這些人物被戴在參加公共儀式期間，參加儀式舞蹈的男人脖子上。根據布魯塞爾皇家藝術與歷史博物館進行的質譜測量顯示，摩艾卡瓦卡瓦的製作年代明顯更久遠，大約在1390年至1480年之間，這將木製摩艾與石質摩艾的文化聯繫在一起，該雕塑與摩艾石像相似，呈現著相同的風格，包括耳垂和肋骨的元素。
德國表現主義者馬克斯·恩斯特受到這些人物及其儀式的啟發。這些雕像也可以在法國超現實主義者安德烈·布勒東收藏中找到。

## 圖片

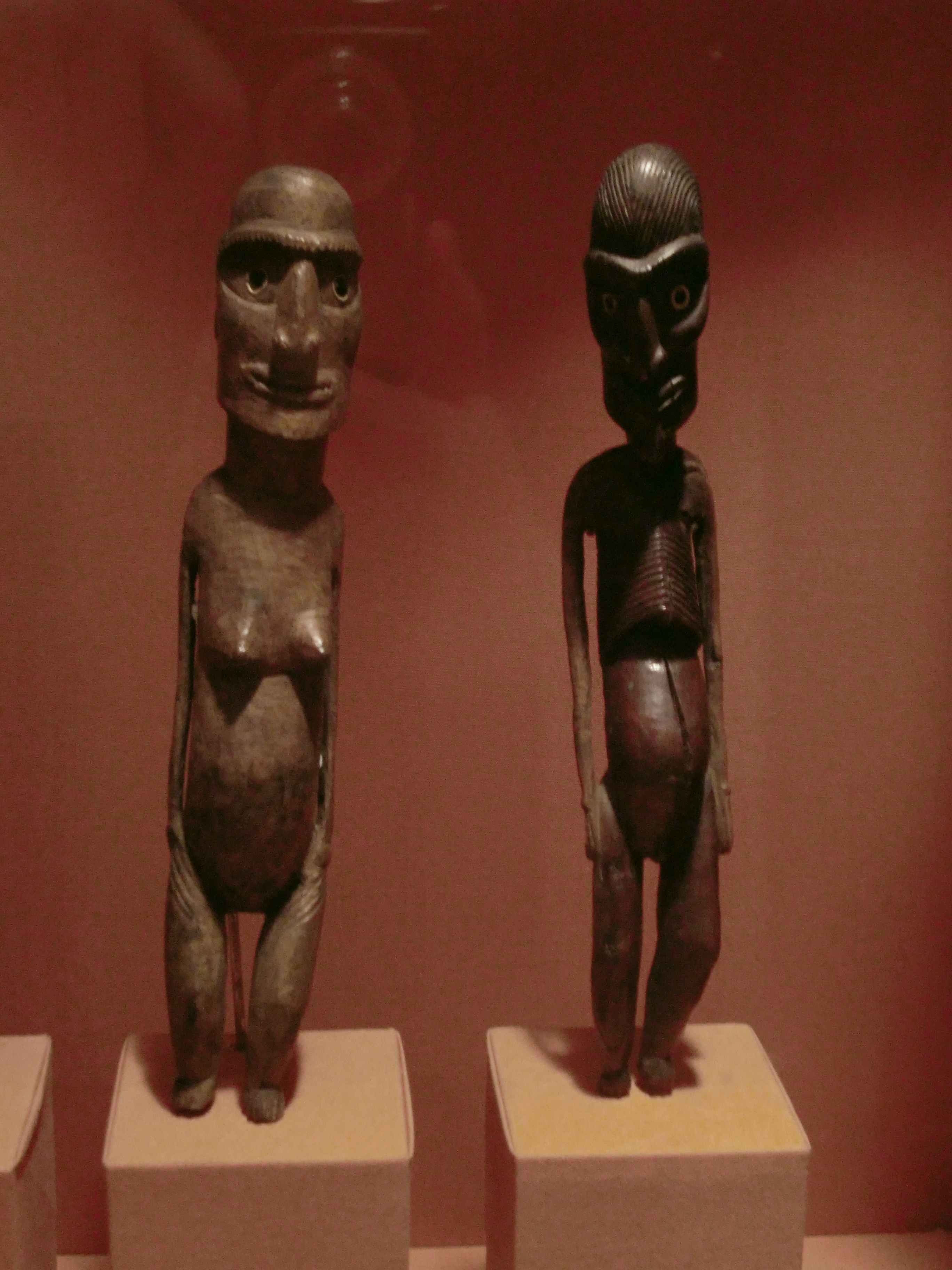
左邊是Moai Papa，右邊是摩艾卡瓦卡瓦。
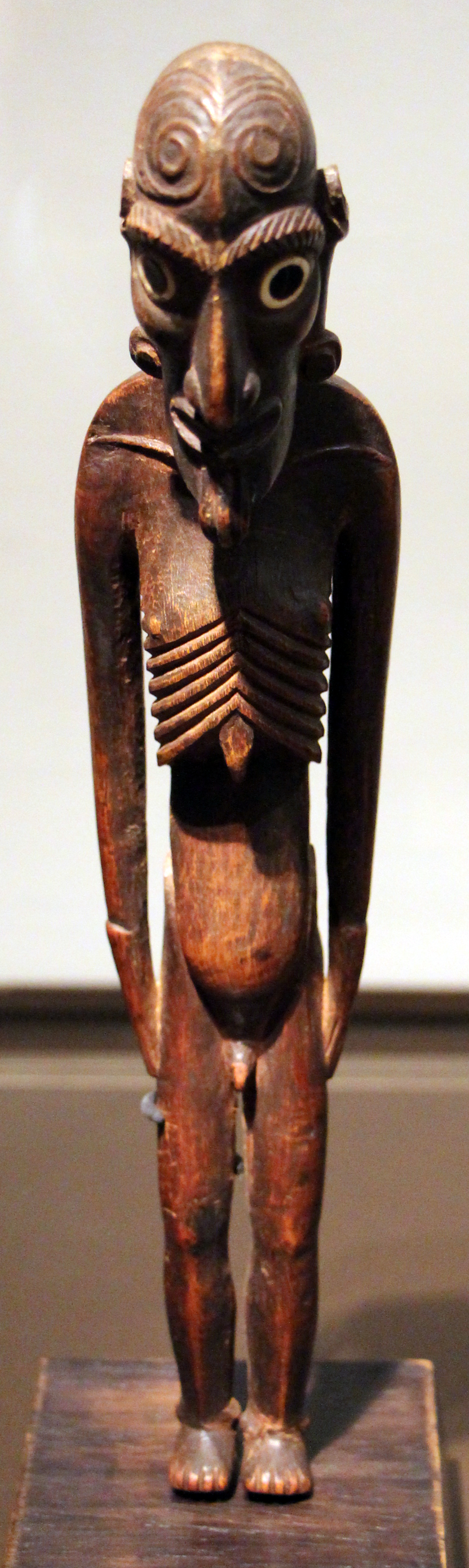
摩艾卡瓦卡瓦

## 外部連結
- Splendid Isolation: Art of Easter Island （页面存档备份，存于）, an exhibition catalog from The Metropolitan Museum of Art (fully available online as PDF), which contains material on Moai kavakava
- Images of Moai kavakava in the collection of the Museum of New Zealand Te Papa Tongarewa （页面存档备份，存于）
- Image of Moai kavakava in the collection of the Vatican （页面存档备份，存于）